# Åke Törner
Sven Åke Edvard Törner, född 28 februari 1926 i Stockholm, död oktober 2005, var en svensk dekorationsmålare och målare.
Han var son till ingenjören Axel Törner och Gertrud Broman och gift med Evi Törner. Han utbildade sig till litograf 1942–1947 och studerade måleri för Olle Nyman vid Kungliga konsthögskolan i Stockholm 1953–1958 och dekorationsmåleri vid Kungliga teatern 1958–1960 där han senare var verksam som dekorationsmålare. Som förstapristagare vid en akademipristävling fick han utföra en väggmålningen Kustlandskap på Sågstorps folkskola 1956. Separat ställde han bland annat ut på Galerie Æsthetica 1959, Galleri Observatorium 1961, Lilla Paviljongen 1965 och Galerie Blanche 1966. Han medverkade i Sveriges allmänna konstförenings vårsalonger i Stockholm och Liljevalchs Stockholmssalonger samt Riksförbundet för bildande konsts vandringsutställningar och grupputställningar i Limhamn. Hans konst består av geometriska figurer med cirklar, rektanglar, stavar och linjer som låg nära popkonsten. Törner är representerad vid Moderna museet i Stockholm.